# Vilhjalmur Stefansson
Vilhjalmur Stefansson (em islandês:  Vilhjálmur Stefánsson) (3 de novembro de 1879 – 26 de agosto de 1962) foi um explorador e etnólogo canadiano de ascendência islandesa. Nasceu em Gimli (Manitoba), no Canadá. Contribuiu de forma muito notável em descobertas geográficas no norte do Canadá, como a Ilha Brock, Ilha Mackenzie King, Ilha Borden, Ilha Meighen e Ilha Lougheed, entre outras do Arquipélago Ártico Canadiano, e escreveu vários livros, incluindo The Arctic Manual, que reúne suas observações etnográficas sobre o modo de vida das populações Inuit.

## Vida
Nascido "William Stefansson" em Manitoba, para onde os seus pais haviam emigrado da Islândia dois anos antes, mudou-se para Dakota do Norte com sua família em 1880, depois de perderem dois filhos durante um período de terríveis enchentes. William foi educado nas Universidades de Dakota do Norte e de Iowa, onde obteve um BA em 1903. Durante seus anos de faculdade, em 1899, mudou seu nome para "Vilhjalmur Stefansson", mas todos o chamavam de “Stef”. Estudou antropologia na Harvard University Graduate School, onde foi docente durante dois anos.
Em 1904 e 1905 Stefansson fez pesquisas arqueológicas na Islândia. Recrutado por Ejnar Mikkelsen e Ernest de Koven Leffingwell para a sua expedição polar anglo-americana, viveu com os Inuit do Delta do Mackenzie durante o inverno de 1906-1907, retornando sozinho pelo país pelos rios Yukon e Porcupine. Sob os auspícios do Museu Americano de História Natural de Nova York, empreendeu, de 1908 a 1912, com o Dr. Rudolph Martin Anderson, a etnografia das costas do Ártico Central às costas da América do Norte.
Em 1908, Stefansson tomou uma decisão que afetaria o resto de seu tempo no Alasca, quando contratou o guia Natkusiak Inuk, que permaneceria como seu principal guia pelo resto de suas expedições ao Alasca. Quando conheceu Natkusiak, o guia inuit trabalhava para o capitão George Baker Leavitt, Sr., um baleeiro de Massachusetts e amigo de Stefansson, que lhe fornecia suprimentos do Museu Americano de História Natural.
Stefansson organizou e liderou a Expedição Karluk ao Ártico Canadiano de 1913-1916 para explorar as regiões a oeste do Arquipélago Parry para o Governo do Canadá. Três navios foram empregados, o Karluk, o Mary Sachs e o Alaska. Quando o navio principal, o Karluk, ficou preso no gelo em agosto-setembro de 1913, Stefansson o deixou, junto com outros cinco membros da expedição, para caçar e fornecer carne fresca para a tripulação. William McKinley Laird e os outros que saíram do navio, no entanto, suspeitaram que ele tivesse deixado o navio voluntariamente, notando que teria levado a mochila, como de facto aconteceu. O navio derivou com o gelo oeste, com o capitão Robert Bartlett de Newfoundland e 24 outros membros da expedição a bordo, antes de tombar e se afundar em 11 de janeiro de 1914. Quatro homens foram bem-sucedidos ao chegar à Ilha Herald, no entanto morreram, possivelmente de envenenamento por monóxido de carbono, antes que pudessem ser resgatados. Quatro outros homens também partiram, incluindo Alistair Mackay, que fizera parte da expedição Nimrod de Shackleton, para chegar à Ilha Wrangel no norte da Sibéria por conta própria, mas morreram no caminho. O resto da expedição, sob o comando do capitão Bartlett, chegou à ilha Wrangel, mas três morreram lá. Bartlett e seu caçador Inuk Kataktovik seguiram seu caminho através do gelo marinho para obter ajuda na Sibéria. Os sobreviventes foram resgatados pela escuna americana King & Winge e pela guarda costeira americana Bear.
Stefansson deixou Collinson Point, no Alasca, em abril de 1914 para retomar suas explorações de trenó no Mar de Beaufort. Um trenó de apoio girou 75 km ao largo da costa, mas ele continuou, com dois homens, em um trenó, vivendo em grande parte com seu rifle de caça polar por 96 dias até sua expedição chegar a Mary Sachs. no outono. Stefansson continuou sua exploração até 1918.
Em 1921 Stefansson encorajou e planejou uma expedição de assentamento para a Ilha Wrangel, onde os onze sobreviventes dos 22 homens do Karluk viveram de março a setembro de 1914. Stefansson planejou formar uma empresa de exploração para aqueles que desejassem visitar esta ilha. Originalmente, ele queria reivindicar a Ilha Wrangel para o governo canadense, mas o governo canadense recusou sua ajuda com a expedição devido ao resultado de sua viagem inicial. Ele então se dirigiu ao governo britânico, que rejeitou o pedido. O hasteamento da bandeira britânica na Ilha Wrangel, reconhecida como território russo, gerou um incidente internacional.
Inexperientes e mal equipados para a viagem, os americanos Frederic Maurer, E. Lorne Knight, Milton Galle e o canadense Allan Crawford morreram na ilha ou em sua tentativa de obter ajuda da Sibéria através do mar. Geléia de Chukchi. Apenas Vic, o gato da expedição, e uma mulher inuit, Ada Blackjack, sobreviveram, contratada pelos quatro homens como costureira em Nome, que aprendera habilidades de sobrevivência por conta própria e cuidou do último homem na ilha, E. Lorne Knight, até à sua morte por escorbuto. Blackjack foi salvo em 1923 após dois anos na Ilha Wrangel. Stefansson gerou raiva no público e nas famílias por enviar esses jovens mal equipados para Wrangel. Este desastre e o do Karluk prejudicaram seriamente sua reputação.
Foi Presidente da Sociedade de História da Ciência entre 1945 e 1946.